# Gandamak
Gandamak es una aldea de Afganistán situada entre Kabul y Jalalabad, a 56 kilómetros de Jalalabad en la antigua carretera a Kabul.

## Historia

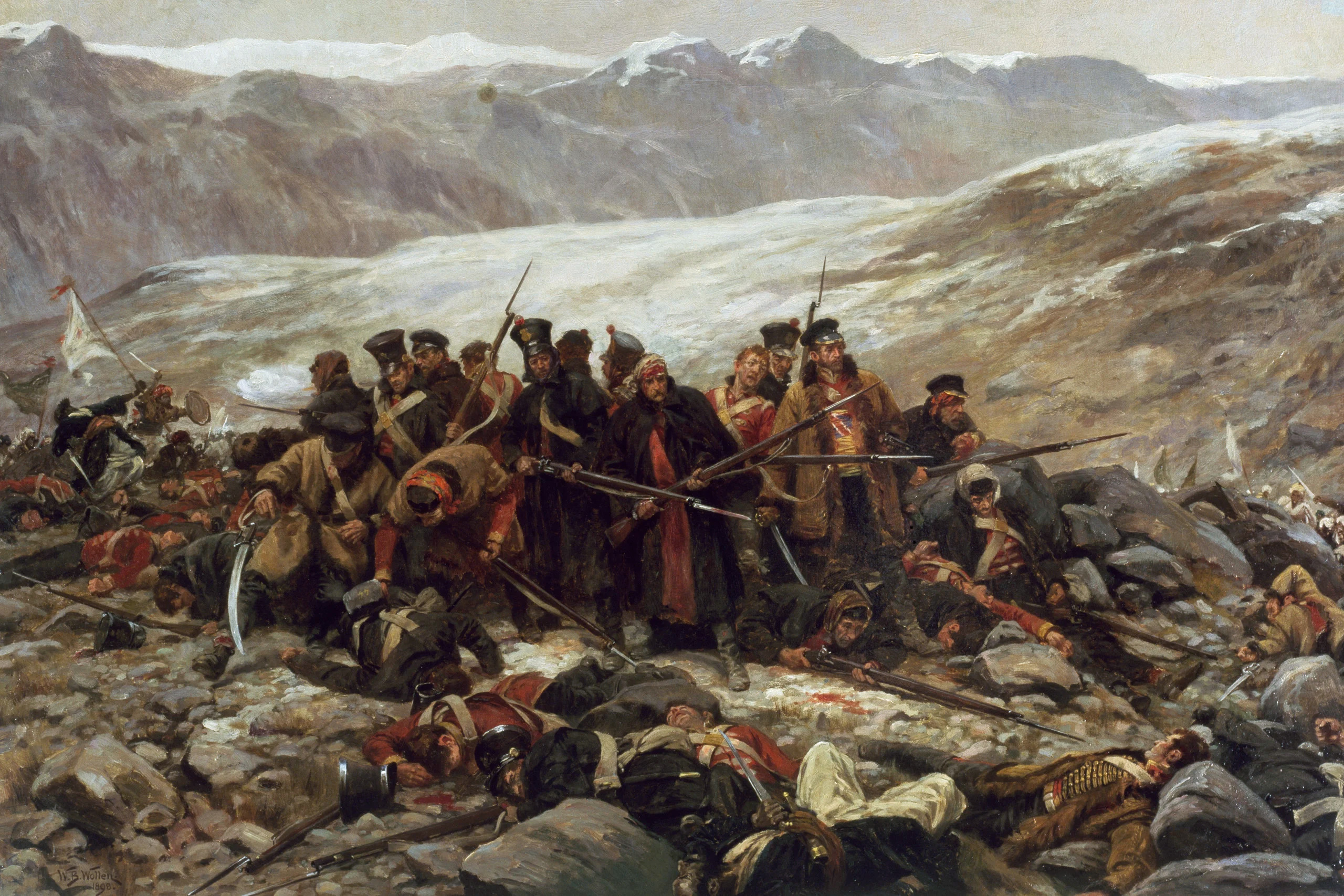
La última batalla de Gandamak, de William Barnes Wollen (1898)

Durante la retirada de Kabul del ejército del general 
William Elphinstone en 1842, una colina cerca de Gandamak fue escenario de la Batalla de Gandamak, durante la cual murieron los últimos supervivientes de la fuerza (veinte oficiales y cuarenta y cinco soldados británicos del 44.º Regimiento de East Essex) , dejando sólo un superviviente, un cirujano asistente llamado William Brydon.
Gandamak también es conocido por el Tratado de Gandamak, que se firmó allí el 26 de mayo de 1879, entre Su Alteza Mohammed Yaqub Khan, emir de Afganistán y sus dependencias y Sir Louis Cavagnari de la Oficina de la India del gobierno británico, que marcó el final de la primera parte de la segunda guerra anglo-afgana.